# El Gomar
El Gomar és una masia situada en el terme municipal de Moià, a la comarca catalana del Moianès. Pertany a la parròquia de Santa Coloma Sasserra. Està situada a l'extrem oriental del terme municipal, quasi al límit amb Collsuspina, a prop i al nord-est de l'església de Santa Eugènia del Gomar. És a prop i al sud-est del punt quilomètric 32 de la carretera N-141c i també a prop i al nord-est de les Comes de Santa Eugènia. És una obra protegida com a bé cultural d'interès local.

## Descripció
Edifici civil. És situat a uns 150 m de la capella preromànica de Sta. Eugènia del Gomar (S.X). La masia encarada a migdia presenta un nucli central amb coberta a 2 aigües, feta de pedra i fang amb carreus irregulars. L'accés a l'immoble es fa per un portal adovellat de gran carreus de pedra. Posteriorment han estat afegides noves dependències (corrals, femers, estables,etc.), tots ells encerclats per una tàpia que tanca la façana de migdia.

## Història
La proximitat de Sta. Eugènia del Gomar porta a pensar que aquest mas existia ja en el segle x. De tota manera, en una relació de cases de pagès feta per Mn. Ll. Picanyol a Modilianum(Juny 1961, p.43) no s'esmenta res d'això. L'estructura original fou aixecada probablement a finals del s.XVII o inicis del xviii, en el moment d'eufòria del camp moianès.